# Rendiermos
Rendiermos (Cladonia subg. Cladina) is een ondergeslacht binnen het geslacht Cladonia. Ook wordt dit ondergeslacht vaak als sectie beschouwd  (Cladonia sect. Cladina). Het ondergeslacht omvat struikvormige korstmossen met holle, mergloze takken.
Hoewel rendiermos op een plant lijkt bestaat deze uit een innige mutualistische symbiose van twee verschillende typen van organismen: een schimmel en een groenwier (van het geslacht Trebouxia). De korstmosplant als geheel wordt thallus genoemd. Het rendiermos heeft soms een bladachtig thallus, dat aan de onderkant met rizinen op de grond is vastgehecht. De eencellige groenwieren worden beschermd door een taaie korst, die bestaat uit een vlechtwerk van schimmeldraden. De groenwieren maken het voor de schimmel mogelijk om onder zeer voedselarme omstandigheden te kunnen leven. De algen halen hun energie uit de fotosynthese en de schimmel is in staat om de benodigde mineralen aan de ondergrond te onttrekken.
De "takjes" zijn hol buisvormig en hebben een bruingekleurde spitse top. De wand van de "takken" bestaat uit taai en hard schimmelweefsel met daarbinnen een algenlaag van groenwieren. Aan de takjes zitten weer uit schimmeldraden bestaande bladvormige structuren.

## Naam
De triviale naam 'rendiermos' is afgeleid van de vorm van de 'plant' die op een hertengewei lijkt. In sommige gebieden, zoals in Lapland, is rendiermos het hoofdvoedsel van het rendier.

## Gebruik
Rendiermos wordt veel gebruikt in kerststukjes en miniatuurboompjes voor modelspoorbanen.
Rendiermossen produceren usninezuur. Men neemt aan dat het de korstmossen tegen ultraviolette straling beschermt en door zijn intens bittere smaak korstmossen beschermt tegen begrazing.

## Soorten
- open rendiermos (Cladonia portentosa) komt het meeste in Nederland voor en is zeer variabel van vorm. De soort komt voor in duinen, op heidevelden, stuifzanden, schraal grasland en ook in dennebossen op arme grond. Maar gaat in deze dennenbossen sterk achteruit.
- gebogen rendiermos (Cladonia arbuscula) wordt zo genoemd omdat de takjes in één richting staan gekromd. De takjes zijn witachtig tot grijs. Het thallus is tegen de ondergrond aangedrukt. Dit rendiermos komt na het open rendiermos het meeste voor in Nederland. Het groeit in droge sparrenbossen en op heidevelden. Staat op de Nederlandse Rode Lijst.
- echt rendiermos (Cladonia rangiferina) komt juist voor op grond die voedselrijk en kalkrijk is.
- sierlijk rendiermos (Cladonia ciliata). Staat op de Nederlandse Rode Lijst.
- kerststukjesrendiermos (Cladonia stellaris)